# Rhinogobius mekongianus
Rhinogobius mekongianus és una espècie de peix de la família dels gòbids i de l'ordre dels perciformes.

## Morfologia
- Els mascles poden assolir 5 cm de longitud total.
- Presenta dimorfisme sexual.[4][5]

## Alimentació
Menja zooplàncton i larves d'insectes.

## Hàbitat
És un peix d'aigua dolça i de clima tropical.

## Distribució geogràfica
Es troba a Àsia: conques dels rius Mekong i Chao Phraya.

## Observacions
És inofensiu per als humans.